# Reconsider Me
"Reconsider Me" är en låt av Moneybrother från 2003. Den finns med på dennes debutalbum Blood Panic (2003), men utgavs också som singel samma år. Låten är skriven av Moneybrother, producerad av Jari Haapalainen och utgiven på Burning Heart Records.
Låten spelades flitigt i svensk radio och var också en av de mest spelade låtarna i Sveriges Radio P3 2003. Den nådde plats 36 på Svenska singellistan.
"Reconsider Me" framförs i filmen Alla bara försvinner (2004).
Kikki Danielsson spelade in den under Så mycket bättre 2017.

## Låtlista
1. "Reconsider Me"
2. "Strange Is the Night"
3. "The Word" (Existensminmums version)

## Medverkande musiker
- Patrick Andersson - bas
- Gustav Bendt - saxofon
- Viktor Brobacke - trombon
- Existensminimum - slagverk
- Indy Neidell - orgel
- Henrik Svensson - trummor
- Anders Wendin - sång, gitarr

## Listplaceringar
| Lista (2003) | Topplacering |
| ------------ | ------------ |
| Sverige      | 36           |